# Ayresome Park
Ayresome Park – stadion znajdujący się w mieście Middlesbrough w Anglii. Na tym obiekcie rozegrano trzy spotkania Mistrzostw Świata w Piłce Nożnej 1966. Swoje mecze rozgrywał na nim zespół Middlesbrough F.C. (w latach 1903–1995). Jego pojemność wynosiła 54 000. Został zburzony w 1997 roku.